# Elecciones federales de México de 2021 en Tamaulipas
Las elecciones federales de México de 2021 en Tamaulipas se llevaron a cabo el domingo 6 de junio de 2021, y en ellas se renovaron los siguientes cargos de elección popular:
- 9 diputados federales. Miembros de la cámara baja del Congreso de la Unión. Nueve elegidos por mayoría simple. Todos ellos electos para un periodo de tres años a partir del 1 de agosto de 2021 con la posibilidad de reelección por hasta tres periodos adicionales.

## Resultados electorales

### Diputados federales por Tamaulipas

#### Diputados Electos
| Distrito | Candidato                         | Partido | Tipo de elección |
| -------- | --------------------------------- | ------- | ---------------- |
| 1        | Ana Laura Huerta Valdovinos       |         | Mayoría relativa |
| 2        | Olga Juliana Elizondo Guerra      |         | Mayoría relativa |
| 3        | Tomás Gloria Requena              |         | Mayoría relativa |
| 4        | Adriana Lozano Rodríguez          |         | Mayoría relativa |
| 5        | Óscar Almaraz Smer                |         | Mayoría relativa |
| 6        | Vicente Verástegui Ostos          |         | Mayoría relativa |
| 7        | Erasmo González Robledo           |         | Mayoría relativa |
| 8        | Rosa María González Azcárraga     |         | Mayoría relativa |
| 9        | Claudia Alejandra Hernández Sáenz |         | Mayoría relativa |

#### Resultados
|  | 39.76 % |

|  | 35.80 % |

|  | 9.15 % |

|  | 3.09 % |

|  | 2.57 % |

|  | 2.25 % |

|  | 2.02 % |

|  | 1.12 % |

|  | 1.05 % |

|  | 0.95 % |

|  | 2.20 % |

|  | 0.05 % |

|  | 100 % |

|  | 52.68 % |

## Resultados por distrito electoral

### Distrito 1. Nuevo Laredo
|  | 43.98 % |

|  | 39.57 % |

|  | 7.70 % |

|  | 2.15 % |

|  | 1.49 % |

|  | 1.30 % |

|  | 0.98 % |

|  | 0.63 % |

|  | 2.12 % |

|  | 0.07 % |

|  | 100 % |

### Distrito 2. Reynosa
|  | 41.47 % |

|  | 36.47 % |

|  | 8.99 % |

|  | 4.10 % |

|  | 3.09 % |

|  | 1.69 % |

|  | 0.96 % |

|  | 0.85 % |

|  | 2.35 % |

|  | 0.04 % |

|  | 100 % |

### Distrito 3. Río Bravo
|  | 44.15 % |

|  | 32.39 % |

|  | 13.53 % |

|  | 2.48 % |

|  | 1.61 % |

|  | 1.23 % |

|  | 1.09 % |

|  | 1.08 % |

|  | 2.39 % |

|  | 0.04 % |

|  | 100 % |

### Distrito 4. H. Matamoros
|  | 58.94 % |

|  | 25.32 % |

|  | 8.05 % |

|  | 2.13 % |

|  | 1.25 % |

|  | 0.91 % |

|  | 0.74 % |

|  | 0.72 % |

|  | 1.89 % |

|  | 0.06 % |

|  | 100 % |

### Distrito 5. Ciudad Victoria
|  | 39.78 % |

|  | 33.69 % |

|  | 15.13 % |

|  | 4.70 % |

|  | 1.57 % |

|  | 1.35 % |

|  | 0.80 % |

|  | 0.97 % |

|  | 1.97 % |

|  | 0.04 % |

|  | 100 % |

### Distrito 6. Ciudad Mante
|  | 37.48 % |

|  | 30.91 % |

|  | 13.81 % |

|  | 3.79 % |

|  | 3.56 % |

|  | 3.31 % |

|  | 1.32 % |

|  | 1.08 % |

|  | 0.83 % |

|  | 0.82 % |

|  | 3.08 % |

|  | 0.03 % |

|  | 100 % |

### Distrito 7. Ciudad Madero
|  | 50.33 % |

|  | 33.35 % |

|  | 4.27 % |

|  | 3.08 % |

|  | 3.03 % |

|  | 1.80 % |

|  | 1.04 % |

|  | 1.03 % |

|  | 2.01 % |

|  | 0.05 % |

|  | 100 % |

### Distrito 8. Tampico
|  | 45.07 % |

|  | 43.45 % |

|  | 3.31 % |

|  | 2.65 % |

|  | 1.39 % |

|  | 1.23 % |

|  | 0.64 % |

|  | 0.62 % |

|  | 1.56 % |

|  | 0.07 % |

|  | 100 % |

### Distrito 9. Reynosa
|  | 52.65 % |

|  | 28.70 % |

|  | 6.16 % |

|  | 3.66 % |

|  | 3.06 % |

|  | 1.33 % |

|  | 1.07 % |

|  | 0.97 % |

|  | 2.36 % |

|  | 0.03 % |

|  | 100 % |